# Mediu de dezvoltare
Un mediu de dezvoltare (engl. software development environment, sau integrated development environment - „mediu integrat de dezvoltare”) este un set de programe care ajută programatorul în scrierea programelor. Un mediu de dezvoltare combină toți pașii necesari creării unui program (ex.: editarea codului sursă, compilarea, depanarea, testarea, generarea de documentație) într-un singur soft, care, de regulă, oferă o interfață cu utilizatorul grafică, prietenoasă.
Principalele componente ale unui mediu de dezvoltare sunt editorul de cod sursă și depanatorul. Mediile de dezvoltare apelează compilatoare, sau interpretoare, care pot veni în același pachet cu mediul însuși, sau pot fi instalate separat de către programator. Printre facilitățile prezente în mediile de dezvoltare mai sofisticate se numără: exploratoare de cod sursă, sisteme de control al versiunilor, designere de interfețe grafice, sau unelte de ingineria programării (ex. generarea de diagrame UML).
De obicei un mediu de dezvoltare este specific unui anumit limbaj de programare, însă există la ora actuală și medii de dezvoltare care pot lucra cu mai multe limbaje, de ex. Eclipse sau Microsoft Visual Studio.

## Listă de medii de dezvoltare
- C++ Builder
- Delphi (numit și Kylix sub Linux) - bazat pe limbajul de programare Pascal
- Eclipse
- KDevelop
- NetBeans
- Turbo Pascal, primul mediu de dezvoltare creat
- Microsoft Visual Studio (numit și Visual Studio.NET. Reunește mediile de dezvoltare mai vechi Visual Basic, Visual C++, Visual J++, Visual InterDev)